# Irish Open 2005
Die Irish Open 2005 im Badminton fanden vom 8. bis zum 11. Dezember 2005 statt.

## Medaillengewinner
| Disziplin    | Gold                            | Silber                        | Bronze                               |
| ------------ | ------------------------------- | ----------------------------- | ------------------------------------ |
| Herreneinzel | Chetan Anand                    | Eric Pang                     | Przemysław Wacha                     |
| Herreneinzel | Chetan Anand                    | Eric Pang                     | Aamir Ghaffar                        |
| Dameneinzel  | Ella Karachkova                 | Juliane Schenk                | Jill Pittard                         |
| Dameneinzel  | Ella Karachkova                 | Juliane Schenk                | Elizabeth Cann                       |
| Herrendoppel | Mihail Popov Svetoslav Stoyanov | Michael Fuchs Roman Spitko    | William Milroy Mike Beres            |
| Herrendoppel | Mihail Popov Svetoslav Stoyanov | Michael Fuchs Roman Spitko    | Erwin Kehlhoffner Jean-Michel Lefort |
| Damendoppel  | Jenny Wallwork Sarah Bok        | Emma Mason Imogen Bankier     | Weny Rahmawati Elodie Eymard         |
| Damendoppel  | Jenny Wallwork Sarah Bok        | Emma Mason Imogen Bankier     | Chloe Magee Bing Huang               |
| Mixed        | Roman Spitko Carina Mette       | Andrew Bowman Kirsteen McEwan | Thomas Bethell Jillie Cooper         |
| Mixed        | Roman Spitko Carina Mette       | Andrew Bowman Kirsteen McEwan | Valiyaveetil Diju Jwala Gutta        |